# آیت عبد الله
آیت عبد الله (به فرانسوی: Ait Abdallah) یک منطقهٔ مسکونی در مراکش است که در سوس ماسه درعه واقع شده‌است.

## خصوصیات
آیت عبد الله ۲٬۹۸۸ نفر جمعیت دارد.